# كورتيس دبليو. تار
كورتيس دبليو. تار (بالإنجليزية: Curtis W. Tarr)‏ هو كاتب أمريكي، ولد في 18 سبتمبر 1924 في ستوكتون في الولايات المتحدة، وتوفي في 21 يونيو 2013 في والنوت كريك في الولايات المتحدة بسبب ذات الرئة.